# Championnats du monde juniors de patinage artistique 1978
Navigation
Édition précédente Édition suivante
Les Championnats du monde juniors de patinage artistique 1978 ont lieu du 21 au 26 mars 1978 au palais des sports de Megève en France. 

## Qualifications
Les patineurs sont éligibles à l'épreuve s'ils représentent une nation membre de l'Union internationale de patinage (International Skating Union en anglais) et s'ils ont moins de 19 ans avant le 1er juillet 1977, sauf pour les messieurs qui participent au patinage en couple et à la danse sur glace où l'âge maximum est de 21 ans. Les fédérations nationales sélectionnent leurs patineurs en fonction de leurs propres critères.
Sur la base des résultats des championnats du monde juniors 1977, l'Union internationale de patinage autorise chaque pays à avoir de une à trois inscriptions par discipline. 

## Podiums
| Épreuves                            | Or                                     | Argent                      | Bronze                          |
| ----------------------------------- | -------------------------------------- | --------------------------- | ------------------------------- |
| Messieurs résultats détaillés       | Dennis Coi                             | Vladimir Kotin              | Brian Boitano                   |
| Dames résultats détaillés           | Jill Sawyer                            | Kira Ivanova                | Petra Ernert                    |
| Couples résultats détaillés         | Barbara Underhill / Paul Martini       | Jana Bláhová / Luděk Feňo   | Beth Flora / Ken Flora          |
| Danse sur glace résultats détaillés | Tatiana Durasova / Sergueï Ponomarenko | Kelly Johnson / Kris Barber | Nathalie Hervé / Pierre Husarek |

## Tableau des médailles
| Rang  | Nation               | Or | Argent | Bronze | Total |
| ----- | -------------------- | -- | ------ | ------ | ----- |
| 1     | Canada               | 2  | 1      | 0      | 3     |
| 2     | Union soviétique     | 1  | 2      | 0      | 3     |
| 3     | États-Unis           | 1  | 0      | 2      | 3     |
| 4     | Tchécoslovaquie      | 0  | 1      | 0      | 1     |
| 5     | Allemagne de l'Ouest | 0  | 0      | 1      | 1     |
| 5     | France               | 0  | 0      | 1      | 1     |
| Total | Total                | 4  | 4      | 4      | 12    |

## Détails des compétitions

### Messieurs
| Rang | Nom                | Nation               | Places | Points | Fig. impo. | Prog. court | Prog. libre |
| ---- | ------------------ | -------------------- | ------ | ------ | ---------- | ----------- | ----------- |
| 1    | Dennis Coi         | Canada               |        |        |            |             | 1           |
| 2    | Vladimir Kotin     | Union soviétique     |        |        | 1          |             |             |
| 3    | Brian Boitano      | États-Unis           |        |        |            |             |             |
| 4    | Brian Orser        | Canada               |        |        |            |             |             |
| 5    | Joachim Edel       | Allemagne de l'Ouest |        |        |            |             |             |
| 6    | Ivan Králík        | Tchécoslovaquie      |        |        |            |             |             |
| 7    | Michael Pasfield   | Australie            |        |        |            |             |             |
| 8    | Hervé Pornet       | France               |        |        |            |             |             |
| 9    | Dominique Fédronic | France               |        |        |            |             |             |
| 10   | Kevin Marshall     | Royaume-Uni          |        |        |            |             |             |
| 11   | Volker Rauch       | Allemagne de l'Ouest |        |        |            |             |             |
| 12   | Lars Åkesson       | Suède                |        |        |            |             |             |
| 13   | Masaru Ogawa       | Japon                |        |        |            |             |             |
| 14   | Glenn Neate        | Australie            |        |        |            |             |             |
| 15   | Eric Krol          | Belgique             |        |        |            |             |             |
| 16   | Alexandru Anghel   | Roumanie             |        |        |            |             |             |
| 17   | Atsushi Nanbu      | Japon                |        |        |            |             |             |
| 18   | Mark Basto         | Australie            |        |        |            |             |             |

### Dames
| Rang    | Nom                   | Nation               | Places | Points | Fig. impo. | Prog. court | Prog. libre |
| ------- | --------------------- | -------------------- | ------ | ------ | ---------- | ----------- | ----------- |
| 1       | Jill Sawyer           | États-Unis           |        |        | 8          | 1           | 1           |
| 2       | Kira Ivanova          | Union soviétique     |        |        | 1          |             |             |
| 3       | Petra Ernert          | Allemagne de l'Ouest |        |        | 2          |             |             |
| 4       | Corinna Tanski        | Allemagne de l'Ouest |        |        | 3          |             |             |
| 5       | Andrea Rohm           | Autriche             |        |        |            |             |             |
| 6       | Tracey Wainman        | Canada               |        |        | 14         | 5           | 5           |
| 7       | Lynne Rickatson       | Royaume-Uni          |        |        |            |             |             |
| 8       | Carolyn Dunkeld       | Royaume-Uni          |        |        |            |             |             |
| 9       | Rudina Pasveer        | Pays-Bas             |        |        |            |             |             |
| 10      | Renee Biagi           | Italie               |        |        |            |             |             |
| 11      | Simona Misovkova      | Tchécoslovaquie      |        |        |            |             |             |
| 12      | Alison Southwood      | Royaume-Uni          |        |        |            |             |             |
| 13      | Isabelle Deneux       | France               |        |        |            |             |             |
| 14      | Lorri Baier           | Canada               |        |        |            |             |             |
| 15      | Claire Michot         | France               |        |        |            |             |             |
| 16      | Herma van der Horst   | Pays-Bas             |        |        |            |             |             |
| 17      | Petra Schruf          | Autriche             |        |        |            |             |             |
| 18      | Megumi Aotani         | Japon                |        |        |            |             |             |
| 19      | Vicki Holland         | Australie            |        |        |            |             |             |
| 20      | Catharina Lindgren    | Suède                |        |        |            |             |             |
| 21      | Patricia Vangenechten | Belgique             |        |        |            |             |             |
| 22      | Nataša Katić          | Yougoslavie          |        |        |            |             |             |
| 23      | Heidi Bartelsen       | Danemark             |        |        |            |             |             |
| 24      | Lim Hye-kyung         | Corée du Sud         |        |        |            |             |             |
| 25      | Mariana Chitu         | Roumanie             |        |        |            |             |             |
| 26      | Linda Ann Skroder     | Norvège              |        |        |            |             |             |
| Abandon | Patricia Claret       | Suisse               |        |        |            |             |             |

### Couples
| Rang | Nom                                 | Nation           | Places | Points | Prog. court | Prog. libre |
| ---- | ----------------------------------- | ---------------- | ------ | ------ | ----------- | ----------- |
| 1    | Barbara Underhill / Paul Martini    | Canada           |        |        | 4           | 1           |
| 2    | Jana Bláhová / Luděk Feňo           | Tchécoslovaquie  |        |        |             |             |
| 3    | Beth Flora / Ken Flora              | États-Unis       |        |        |             |             |
| 4    | Marina Gurieva / Vladimir Radchenko | Union soviétique |        |        | 2           |             |
| 5    | Susan Garland / Robert Daw          | Royaume-Uni      |        |        |             |             |
| 6    | Lorri Baier / Lloyd Eisler          | Canada           |        |        |             |             |
| 7    | Kathia Dubec / Xavier Douillard     | France           |        |        |             |             |
| 8    | Gaby Galambos / Jorg Galambos       | Suisse           |        |        |             |             |
| 9    | Eva Fabian / George Fabian          | Australie        |        |        |             |             |

### Danse sur glace
| Rang | Nom                                    | Nation               | Places | Points | Danses imposées | Danse libre |
| ---- | -------------------------------------- | -------------------- | ------ | ------ | --------------- | ----------- |
| 1    | Tatiana Durasova / Sergueï Ponomarenko | Union soviétique     |        |        | 1               | 1           |
| 2    | Kelly Johnson / Kris Barber            | Canada               |        |        |                 |             |
| 3    | Nathalie Hervé / Pierre Husarek        | France               |        |        |                 |             |
| 4    | Paola Casalotti / Sergio Ceserani      | Italie               |        |        |                 |             |
| 5    | Elke Kwiet / Dieter Kwiet              | Allemagne de l'Ouest |        |        |                 |             |
| 6    | Catherine Coudert / Jean-Bernard Hamel | France               |        |        |                 |             |
| 7    | Deborah Byrne / Mark Boslay            | Royaume-Uni          |        |        |                 |             |
| 8    | Marilena Medea / Igor Bartolini        | Italie               |        |        |                 |             |
| 9    | Judit Péterfy / Csaba Bálint           | Hongrie              |        |        |                 |             |